# Niels K. Jerne
Niels Kaj Jerne (23. prosinca, 1911. – 7. listopada, 1994.) bio je danski (rođen u Engleskoj) imunolog. Godine 1984.g. dobio je Nobelovu nagradu za fiziologiju ili medicinu za svoje teorije o specifičnosti u razvoju i kontroli imunološkog sustava, i otkriću prinicipa proizvodnje monoklonalnih antitijela. Nagradu je podijelio s Georges J. F. Köhlerom i César Milsteinom.
Iako su Jerneovi preci godinama živjeli na malome danskom otoku Fanø, njegovi su se roditelji 1910.g. preselili u London, gdje je Jerne rođen 1911. Za vrijeme prvog svjetskog rata njegovi roditelji sele u Nizozemsku, gdje je Jerne proveo mladost u gradu Rotterdamu. Nakon što je dvije godine studirao fiziku na Sveučilištu Leiden, Jerne seli u Kopenhagen gdje počinje studirati medicinu. Diplomirao je medicinu na Sveučilištu u Kopenhagenu 1947.g.

## Vanjske poveznice
- Nobelova nagrada - autobiografija (engl.)